# Euphorbia grandicornis
Euphorbia grandicornis là một loài thực vật có hoa trong họ Đại kích. Loài này được Goebel ex N.E.Br. mô tả khoa học đầu tiên năm 1897.

## Hình ảnh

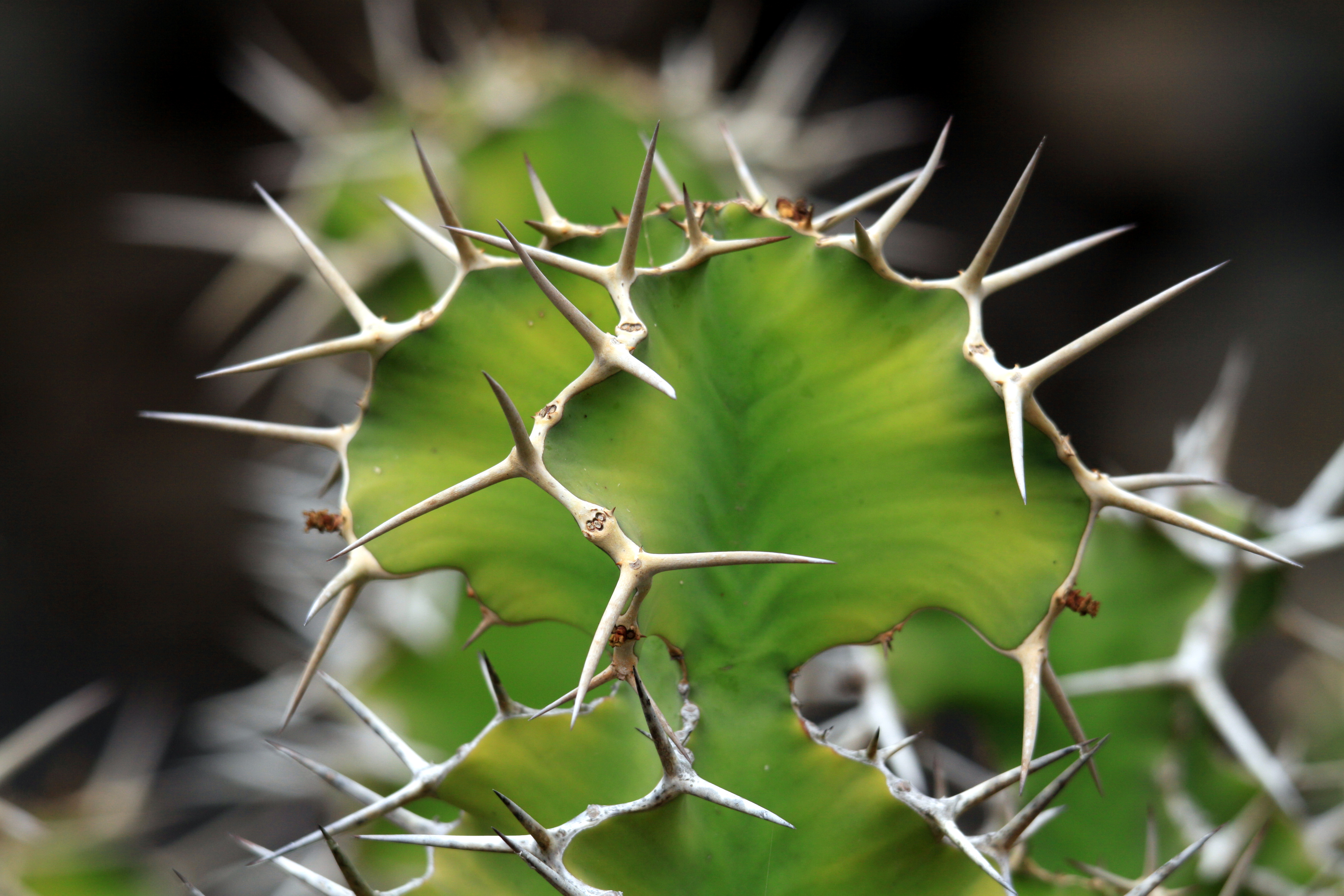
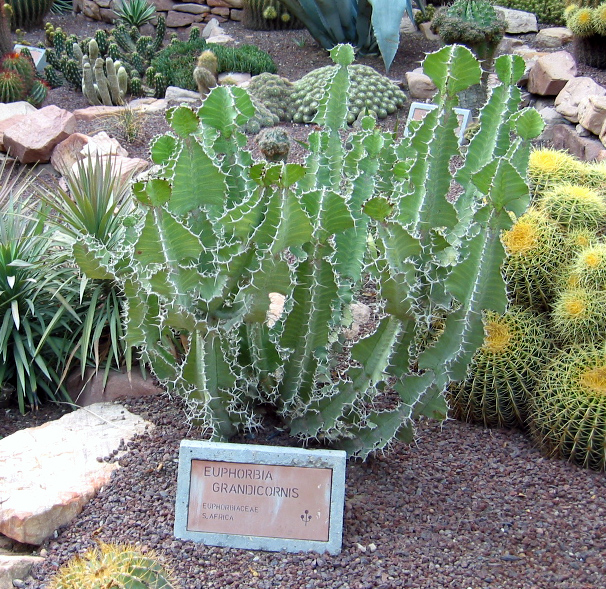
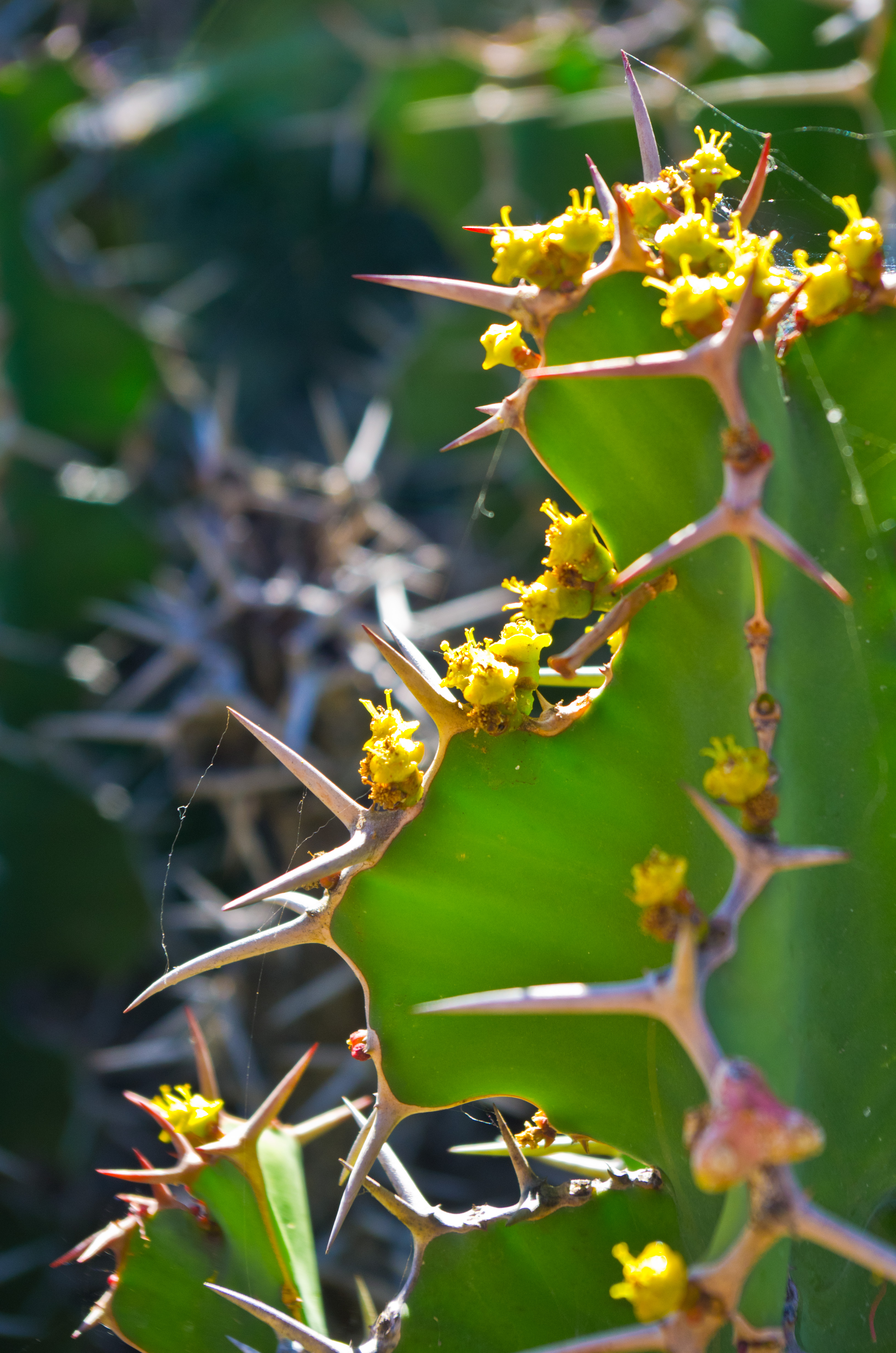
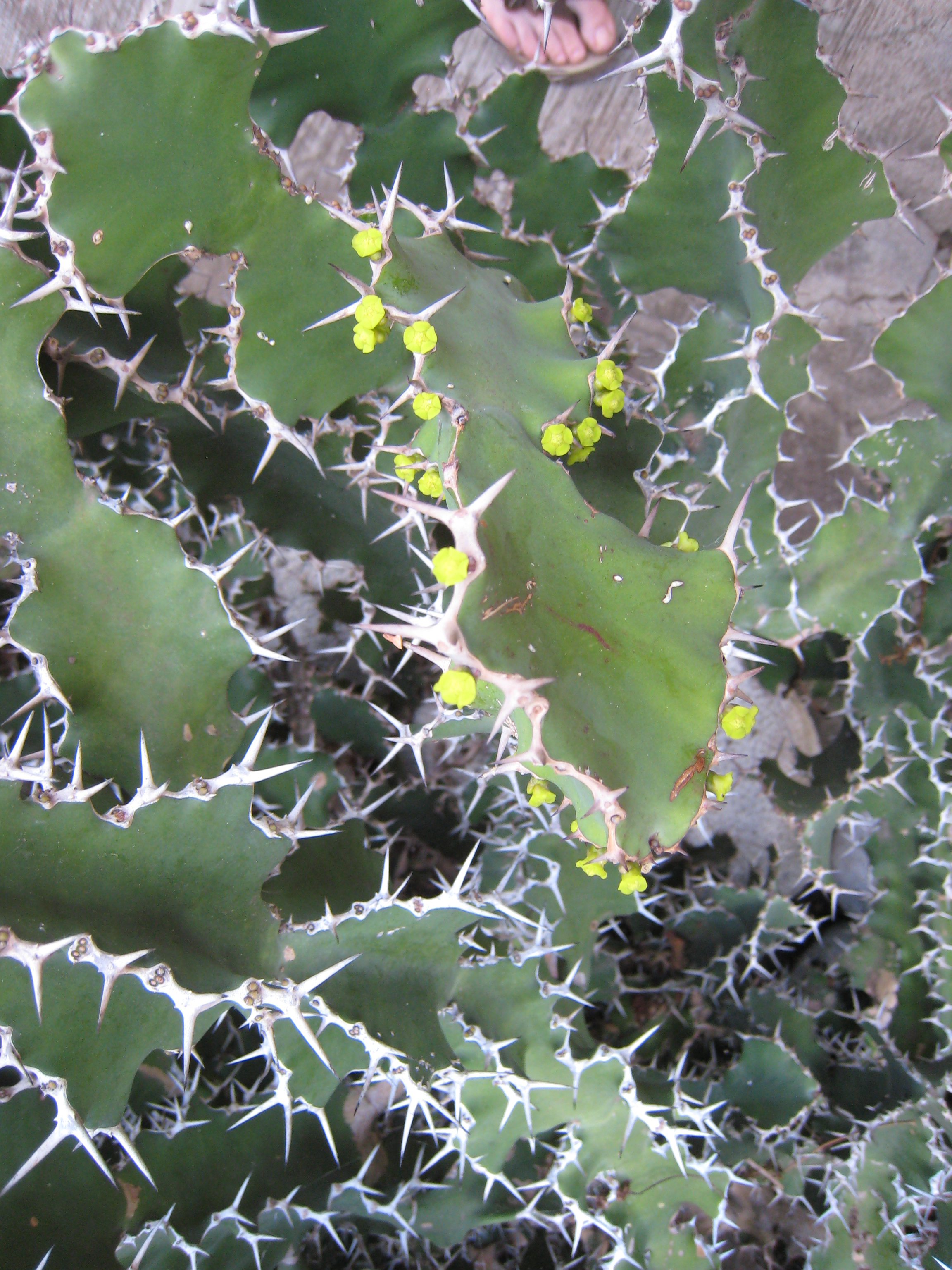